# Ginásio Palestra Itália
O Ginásio Palestra Itália é um ginásio poliesportivo localizado na cidade de São Paulo, na Água Branca. O ginásio que faz parte do clube da Sociedade Esportiva Palmeiras e é utilizado pelos times de basquete no NBB e no Campeonato Paulista de Basquete, além de sediar jogos de futsal e voleibol.

## Reforma
O ginásio sofreu também algumas reformas, como revitalização e modernização, para os sócios e receber jogos, principalmente do time de basquete do clube, o Palmeiras/Meltex.
A reinauguração ocorreu em 18 de agosto de 2012, em uma partida válida pelo campeonato paulista entre Palmeiras x Internacional de Santos.